# Claude Lise
Claude Lise (Fort-de-France, 31 de gener de 1941) és un metge i polític martiniquès.
Es graduà el 1959 al Liceu Schoelcher i estudià medicina a la Universitat de Bordeus, on el 1970 es graduà en medicina tropical. Tornà a Martinica i el 1974 fou membre del consell departamental de l'Ordre dels Metges (similar al Col·legi Oficial). Des del 1972 milità també a la Federació Socialista de Martinica, amb el que es presentà a les eleccions cantonals de 1973 pel cantó de Fort-de-France-4 i municipals de 1977 per Le Marigot. El 1976 patrocinà la creació d'un Partit Socialista Martiniquès (PSM), del que en fou secretari des del 1978 fins que es va fusionar amb el Partit Progressista Martiniquès.
El 1980 fou escollit regidor de Fort-de-France i cinquè tinent d'alcalde; del 1983 al 1986 fou membre del Consell Regional de Martinica per la Union de la Gauche; el 1985 fou conseller general del cantó de Fort-de-France-10 i vicepresident del Consell General de 1988 a 1992.
Des del 1992 ocupa la presidència del Consell General de Martinica. A les eleccions legislatives franceses de 1988 fou elegit diputat per la circumscripció Nord Caraïbe a l'Assemblea Nacional Francesa. A les eleccions de 1993 fou derrotat per Pierre Petit, però el 1995 fou escollit senador, càrrec que detenta fins al 2011.
El 13 d'octubre de 2001, Claude Lise va crear l'Espai per a l'Acció Democràtica de Martinica (EADMAR). Segons Claude Lise, no es tracta d'un partit polític nou, sinó un instrument de reflexió, intercanvi i una àrea de propostes sobre totes les qüestions importants, tenint en compte l'interès general de Martinica. Arran de desacords amb el PPM i del seu actual president Serge Letchimy, Claude Lise va deixar el seu antic partit amb altres funcionaris electes, com Madeleine de Grandmaison, Claude Cayol, Pierre Suédile, Marie-Elise Nébon, Alexander Mouriesse, Maxence Deluge, Geneviève Chanteur i va fundar el 26 març 26 de 2006, un nou partit polític a l'esquerra, el Reagrupament Democràtic Martiniquès.
El 21 de novembre de 2007, al Senat, Claude Lise, senador i President del Consell General de Martinica ha rebut de mans de Christian Poncelet, President del Senat, el Prix Territoria d'Or atribuït el 7 de novembre de 2007 al Consell General de Martinica i consagrant les col·lectivitats territorials (regions, departaments, municipis) pel treball pioner, susceptible de ser replicat en altres comunitats i fer bon ús dels fons públics.
El 20 de març de 2008, Claude Lise fou reelegit per sisena vegada president del Consell General de Martinica. Va obtenir en la primera volta 27 vots contra 16 de Maurice Antiste, conseller general del cantó de Le François-2.